# Victor Stoloff
Victor Stoloff, pseudonimo (Tashkent, 17 marzo 1913 – New York, 6 dicembre 2009), è stato un regista, sceneggiatore e produttore cinematografico russo.

## Biografia
Produttore, scrittore, montatore Victor Stoloff, russo di nascita, nato a Tashkent, ha poi vissuto e studiato in Egitto, quindi si è trasferito negli USA. 
Oltre all'arabo, Stoloff parlava correntemente italiano, spagnolo, francese, russo e spagnolo. Attivo nel cinema fin dagli anni Trenta, ha lavorato per il primo programma cinematografico di notizie in arabo e ha introdotto il primo sistema sonoro egiziano per il cinema. Ha lavorato in Italia, sceneggiando tra l'altro anche il film Vulcano con Anna Magnani. Ha lavorato con Roger Corman, Hunt Stromberg, David O. Selznick, Sidney Buchman, William Dieterle, Moshé Mizrahi.

## Filmografia

### Regista

#### Cinema
- Intimacy (1966)
- Why (1973)

#### Televisione
- Your Jeweler's Showcase – serie TV, 2 episodi (1952)
- The Ford Television Theatre – serie TV, episodi 1x18-1x20 (1953)
- Footlights Theater – serie TV, episodi 2x8 (1953)
- Target – serie TV, episodi 1x38 (1958)
- Il magnifico King (National Velvet) – serie TV, episodi 1x15-1x18-1x19 (1960-1961)
- Sommer in Israel - Musik zwischen Orangenhainen und Wüste – film TV (1968)

### Regista e produttore

#### Cinema
- Egypt by Three (1953)
- A caro prezzo (The Washington Affair) (1977)

#### Televisione
- Little Isles of Freedom - documentario (1943)

### Regista e sceneggiatore
- Sinfonia fatale (1946)

### Regista, sceneggiatore e produttore
- The 300 Year Weekend (1971)

### Sceneggiatore
- Vulcano, regia di William Dieterle (1950)
- Le dee della scogliera del pescecane (She Gods of Shark Reef), regia di Roger Corman (1958)
- La peccatrice del deserto, regia di Steve Sekely e Gianni Vernuccio (1959)

### Sceneggiatore e produttore
- Amore e desiderio (Of Love and Desire), regia di Richard Rush (1963)